# Iker Romero
Iker Romero Fernández (født 15. juni 1980 i Vitoria, Spanien) er en spansk håndboldspiller, der til dagligt spiller for den spanske ligaklub FC Barcelona. Han har tidligere spillet for ligarivalerne Ademar León og BM Ciudad Real. I 2005 vandt han med FC Barcelona Champions League.

## Landshold
Romero var en del af det spanske landshold, der blev verdensmestre i 2005 efter finalesejr over Kroatien.  